# El mundo de Tolkien. Pinturas de la Tierra Media
El mundo de Tolkien. Pinturas de la Tierra Media es una selección de ilustraciones de varios autores que han servido a lo largo del tiempo para complementar las diversas ediciones de las obras de J. R. R. Tolkien, publicada en abril de 1998. 

## Contenido
El libro consta de una colección de sesenta ilustraciones de diversos autores. Cada una de ellas está acompañada por una página del texto que la inspiró, la escena de los textos de Tolkien que el artista eligió para ilustrar. El libro también incluye un breve ensayo de cada uno de los artistas sobre la influencia que los libros de Tolkien tuvieron sobre ellos. 
El libro incluye obras de artistas de todo el mundo, algunos particularmente famosos por sus interpretaciones de los mundos y personajes de Tolkien. Las ilustraciones son obra de los siguientes artistas:
- Inger Edelfeld,
- Carol Emery Phenix,
- Tony Galuidi,
- Roger Garland,
- Robert Goldsmith,
- Michael Hague,
- John Howe,
- Alan Lee,
- Ted Nasmith.